# Daniel Rébillard
Daniel Denis Étienne Rébillard (nascido em 20 de outubro de 1948) é um ex-ciclista francês que conquistou a medalha de ouro na perseguição individual de 4 km nos Jogos Olímpicos de Verão de 1968 na Cidade do México; terminou em quinto lugar na prova de perseguição por equipes. Conquistou o título nacional na perseguição individual em 1973, e competiu no Tour de France 1974, terminando em 77º no geral.